# 이스타지우 우르바누 카우데이라
이스타지우 우르바누 카우데이라(브라질 포르투갈어: Estadio Urbano Caldeira)는 브라질 상파울루 산투스에 위치한 산투스FC의 홈구장이며 총 16,068명을 수용할 수 있다. 빌라 베우미루(포르투갈어: Vila Belmiro)라는 별칭으로 더 잘 알려져 있다.

## 역사
1916년 10월 12일, 아틀레티코 이피랑가와의 경기에서 브라질 국적의 아돌포 밀론 주니어가 베우미루 경기장의 첫 골을 터뜨리며 경기를 2-1로 승리하면서 첫 개장했다. 1976년 2월 15일에는 SE 파우메이라스와의 경기에서 31,662명의 관중을 수용해 본 경기장 최대 관중 수 기록을 세웠다. 1997년 3월 27일에는 경기장 크기를 확장하였다. 2023년 1월 2일과 3일에는 산투스FC의 레전드 축구선수 펠레의 장례식을 열기도 했다.

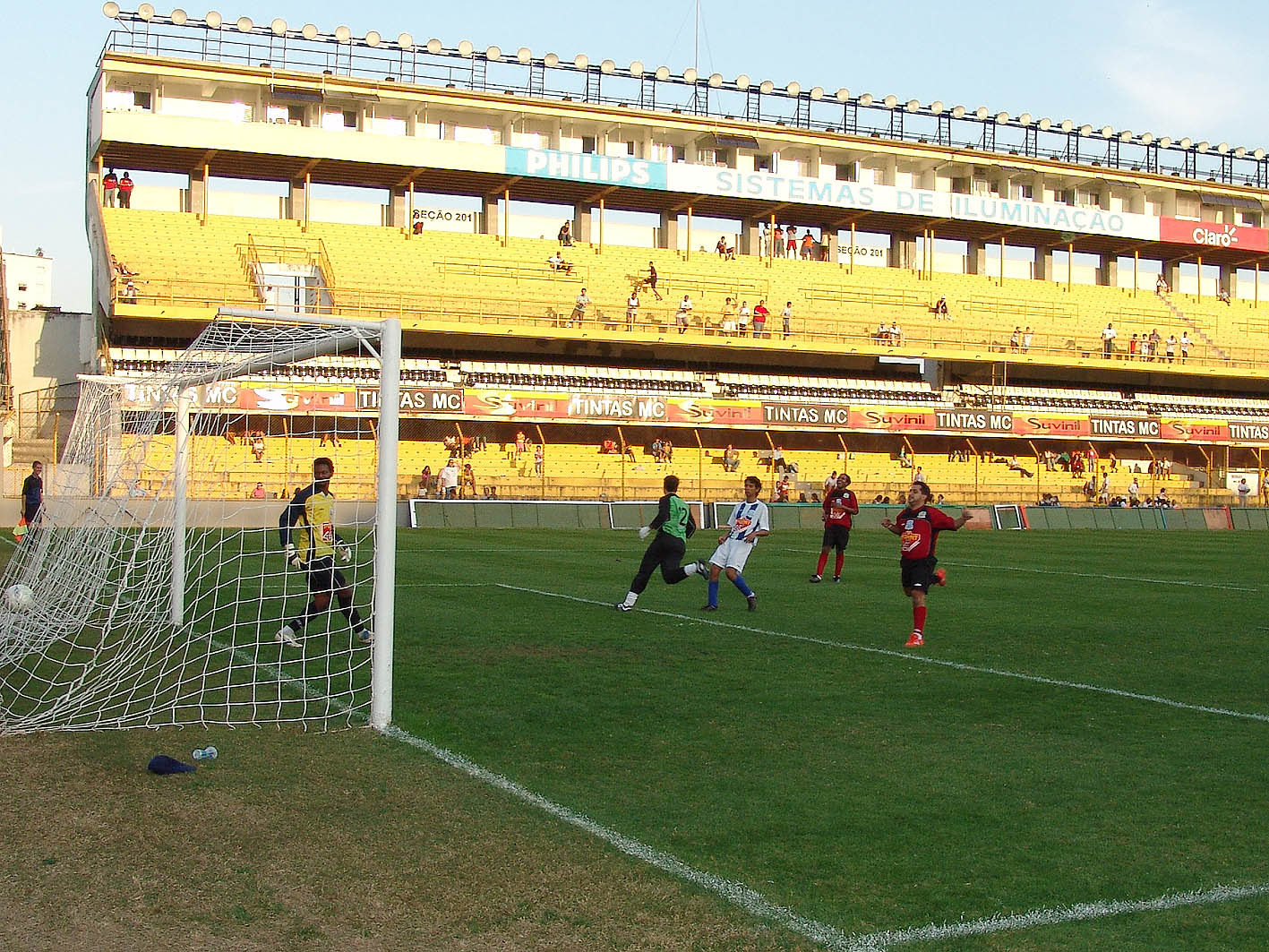
빌라 베우미루 내부

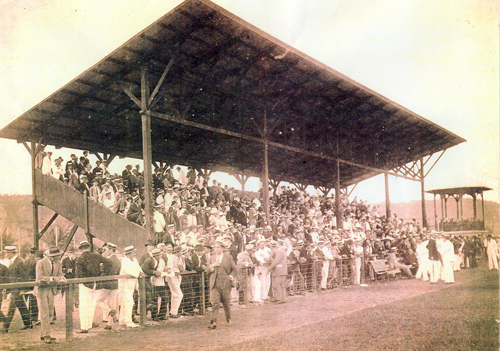
1916년 설립 당시의 경기장